# Visitatie

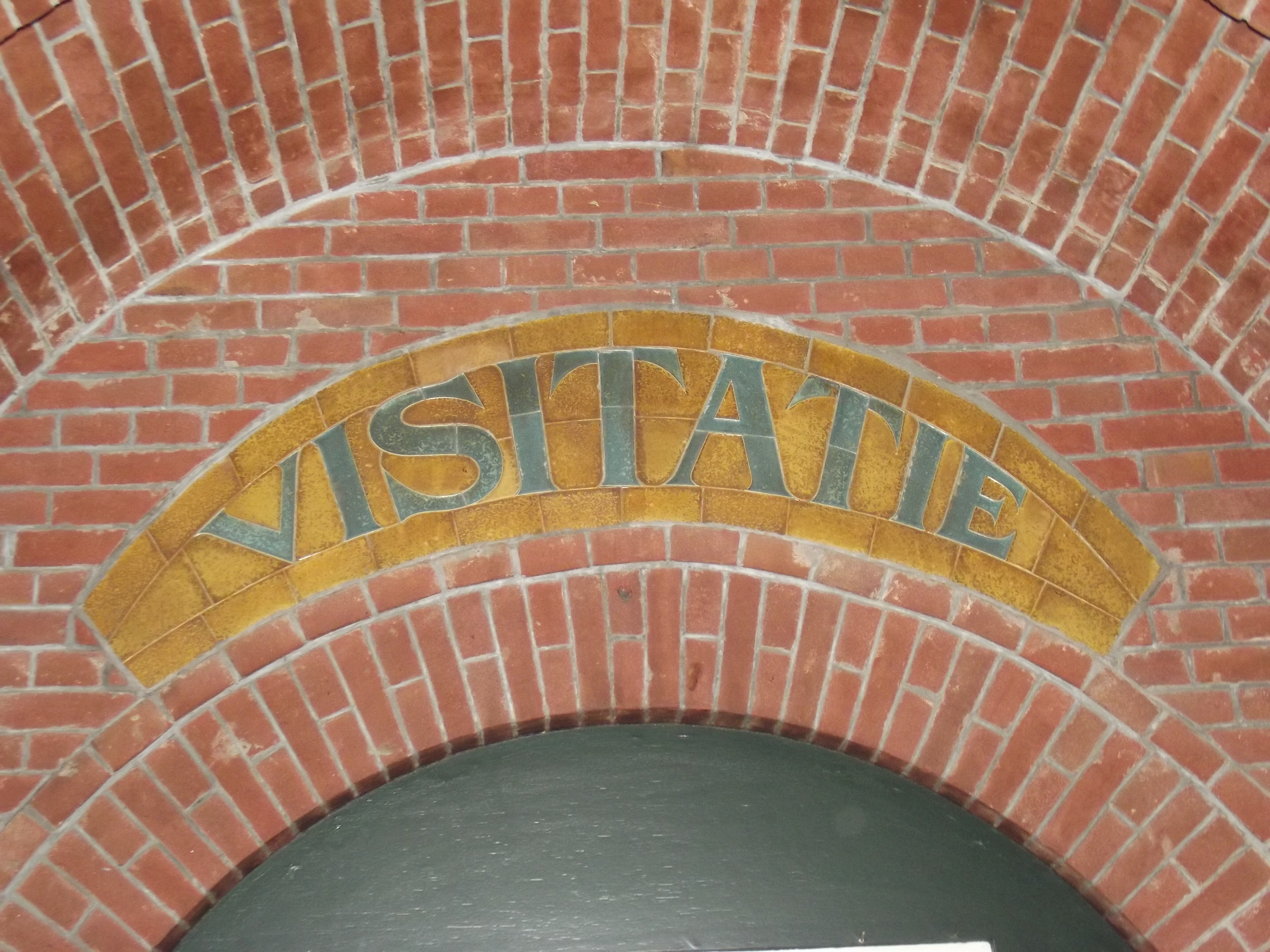
Ingang van de voormalige visitatieruimte van het Station Maastricht

Een visitatie is een officiële inspectie. Het woord komt van visitare, Latijn voor bezoeken. De term slaat oorspronkelijk op het onderzoek naar de gang van zaken in een bisdom of klooster. Daarnaast wordt de term gebruikt voor fouillering en verdergaand onderzoek aan den lijve. 

## Visitatiecommissies en -rapporten
Een visitatiecommissie is een tijdelijke commissie van experts die in het kader van de kwaliteitsbewaking visitaties uitvoeren van een deel van bijvoorbeeld een universiteit of een ziekenhuis om de kwaliteit van opleidingen en onderzoeksgroepen te beoordelen. Visitatiecommissies bestaan idealiter uit onafhankelijke externe experts die deskundig zijn op het terrein waarop de te beoordelen organisaties actief zijn, en een onafhankelijk oordeel kunnen vellen.
De commissies ontvangen voorafgaande aan de visitatie uitvoerige informatie over de eenheden waarover zij een oordeel moeten vellen. De commissie bezoekt meestal de te beoordelen organisaties om de situatie daar in ogenschouw te nemen.
De commissie beschrijft haar conclusies in een visitatierapport. Dit rapport bevat een oordeel over de kwaliteit van de beoordeelde organisatie(delen) en aanbevelingen ter verbetering. In het rapport wordt een oordeel uitgesproken over de kwaliteit van het beoordeelde organisatiedeel, zoals bijvoorbeeld een leerstoel van een universiteit, of een maatschap van een ziekenhuis. Het rapport bevat meestal ook aanbevelingen ter verbetering van de kwaliteit van de beoordeelde organisatie. Het is de bedoeling dat de organisaties die beoordeeld zijn de aanbevelingen uit het rapport benutten ter verbetering van de kwaliteit van de organisatie.
Visitatierapporten die een oordeel uitspreken over organisatieonderdelen van universiteiten, worden altijd volledig openbaar gemaakt. Bij visitaties van (delen van) ziekenhuizen worden de resultaten vaak niet openbaar gemaakt, maar alleen bekendgemaakt aan het beoordeelde organisatiedeel.

## Universitaire visitaties
De kwaliteit van universitaire opleidingen wordt regelmatig beoordeeld door middel van een visitatie. Indien de visitatie succesvol verloopt, volgt accreditatie.
In de jaren negentig voerden de Nederlandse universiteiten een systeem van landelijke disciplinaire onderzoeksvisitaties in. De gang van zaken hierbij is vastgelegd in een protocol. Sindsdien wordt de kwaliteit van Nederlandse universitaire onderzoeksgroepen eens in de zes jaar beoordeeld door een externe visitatiecommissie. Voorafgaande aan de visitatie stellen de groepen een zelfevaluatie op. De visitatiecommissie geeft aan elke onderzoeksgroep cijfers voor kwaliteit, productiviteit, relevantie en levensvatbaarheid van de groep. Deze resultaten worden vastgelegd in openbare visitatierapporten. De aanbevelingen uit de rapporten worden door faculteiten en colleges van bestuur van de universiteiten benut om verbeteringsmaatregelen te nemen. Door deze visitaties is de kwaliteit van het universitaire onderzoek duidelijk verbeterd.

## Visitatie van ziekenhuizen
Ook binnen het ziekenhuiswezen komen visitaties steeds meer voor. De visitatiecommissie bestaat doorgaans uit beroepsgenoten van andere ziekenhuizen. Specialisten in het ziekenhuis krijgen eens in de zoveel tijd de visitatiecommissie van de beroepsgroep op bezoek. De visitatie is een vast onderdeel van het kwaliteitsbeleid van medisch specialisten. Het door de commissie opgestelde visitatierapport bevat onder andere verbeterpunten. In tegenstelling tot de openbaarheid die geldt voor universitaire visitatierapporten, worden visitatierapporten over specialisten veelal alleen verspreid binnen de maatschappen, en dus niet aan de raden van bestuur van de ziekenhuizen.

## Kerkelijke visitatie
In de middeleeuwen en ook nu nog bezoekt de bevoegde bisschop (meestal de ordinarius) eenmaal binnen een vastgestelde periode een parochie. Bij kloosterorden bezoekt de provinciaal of generaal-overste eenmaal binnen zijn ambtstermijn of eenmaal binnen een nader bepaald tijdvak een klooster. De precieze vorm van zo'n visitatiebezoek is meestal vastgelegd in de constituties van een orde of congregatie. Gewoonlijk treedt de deken op als gevolmachtigde van de bisschop voor de visitatie van parochies, terwijl de deken zelf gevisiteerd wordt door de vicaris-generaal.  Een visitatie kan juridische gevolgen hebben binnen het kader van de normen van het canoniek recht. Een voorbeeld van een bisschoppelijke visitatie is die van het seminarie in het Oostenrijkse Bisdom Sankt Pölten in 2004.  In 2009 vond er een apostolische visitatie plaats van een reeks Amerikaanse zustercongregaties.
Al van sommige middeleeuwse visitaties zijn er verslagen bewaard gebleven. Klassiek is het gedetailleerde verslag van bisschop Eudes Rigaud van Rouen uit de dertiende eeuw.
Ook in het protestantse kerkrecht kent men visitaties als middel waardoor men herderlijk opzicht tracht uit te oefenen over ambtsdragers en kerkelijke vergaderingen, speciaal kerkeraden.  Deze worden doorgaans uitgevoerd door een ouderling of diaken en een predikant. Bij de Reformatie in de 16de eeuw moest zij dienen tot herstel en verheffing van het kerkelijk leven. Er werden daartoe visitatieartikelen of reglementen vastgesteld; de uitvoering werd toevertrouwd aan superintendenten. De uitvoering van de visitatie verschilde in kerken van het lutherse en die van het gereformeerde type. In Nederland werd de visitatie pas in 1619 in de kerkorde opgenomen. In de Gereformeerde Kerken geschiedt zij binnen en vanwege de classis door enige predikanten en soms een ouderling; in de Nederlandse Hervormde Kerk is zij verder uitgebouwd en wordt zij verricht vanwege de provinciale kerkvergadering en de generale synode, waarbij aan de visitatoren een grotere bevoegdheid toekomt dan in de Gereformeerde Kerken het geval is.

## Maria-Visitatie

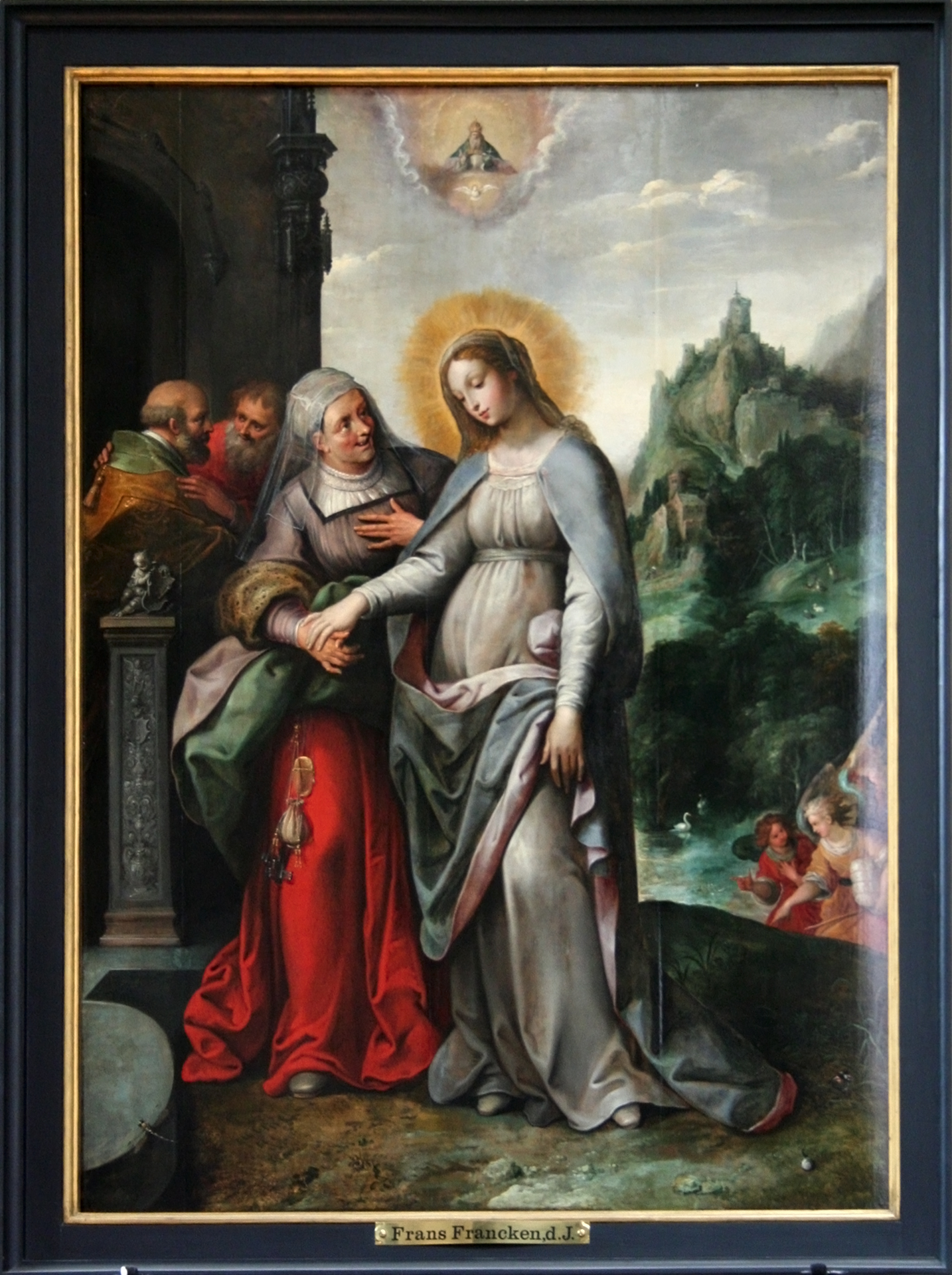
De Visitatie door Frans Francken, Sint-Pauluskerk (Antwerpen).

Het woord visitatie komt verder voor in de benaming voor het kerkelijk feest van het bezoek van Maria aan Elisabet, Maria-Visitatie (31 mei), na de zogenaamde annunciatie (het feest van Maria Boodschap) op 25 maart.
In de kunst is een Maria-Visitatie een Bijbelse voorstelling van het bezoek van de H. Maagd aan Elisabet, zoals verhaald bij Lucas (Lucas 1). Het is een veelvoorkomend onderwerp in de schilderkunst van de 15e eeuw.

## Lichamelijk onderzoek

### Visitatie in penitentiaire inrichtingen
In gevangenissen en soortgelijke instituties wordt onder visitatie verstaan dat gedetineerden fysiek volledig onderzocht worden op het bezit van contrabande (verboden zaken, zoals drugs, wapens, etc.). Doorgaans dient de gedetineerde zich volledig te ontkleden, hij zal zijn voetzolen moeten laten zien (of daar niets onder geplakt is), hij zal zijn mond moeten laten inspecteren en hij/zij zal een aantal kniebuigingen moeten doen (om verstopte waar tussen billen en in de vagina te ontdekken). Eventueel is het mogelijk met een speciale maatregel (art. 31 lid 1 Penitentiaire beginselenwet) om onderzoek te doen in lichaamsholtes, zoals vagina en anus. Dit onderzoek vindt te allen tijde plaats door een arts (van de inrichting).